# Établissement pénitentiaire de Witzwil
Justizvollzugsanstalt Witzwil
L'établissement pénitentiaire de Witzwil (en allemand : Justizvollzugsanstalt Witzwil) est établissement pénitentiaire suisse situé à l'extrémité Nord du lac de Neuchâtel, sur la frontière entre les cantons de Berne et de Fribourg. Géré par le canton de Berne, il accueille des détenus devant exécuter une peine d'enfermement. C'est un établissement ouvert - les conditions de sécurité sont minimales -, connu pour son exploitation agricole et les possibilités offertes aux personnes incarcérées d'exercer un travail artisanal. Son modèle a été repris par d'autres établissements pénitentiaires suisses, comme ceux de Bellechasse (Fribourg), à six kilomètres à vol d'oiseau.

## Description

### Présentation
L'établissement pénitentiaire de Witzwil est destiné à accueillir des hommes condamnés à une peine de détention,. L'établissement est un établissement ouvert orienté vers une démarche socio-éducative. Ainsi, les conditions de sécurité minimales permettent aux détenus de se déplacer plus aisément au sein de l'établissement, facilitant ainsi le travail et la réinsertion. Pour cette raison, les détenus incarcérés ne sont pas considérés comme dangereux.
L'établissement de Witzwil est constitué des infrastructures carcérales classiques mais également d'une exploitation agricole de grande taille,. Ainsi, il propose aux détenus de réaliser un travail agricole durant leur détention. D'autres métiers artisanaux sont également proposés pour compléter l'offre de formation (ex : boulangerie).
L'établissement doit son nom au notaire Witz établi sur la commune de Cerlier. Celui-ci fut en 1860 le premier acquéreur des terrains nouvellement gagnés sur les marais et donna son nom au lieu.

### Situation géographique
L'établissement se trouve sur les territoires des communes de Cerlier, Gampelen et Anet dans le canton de Berne et de la commune de Haut-Vully dans le canton de Fribourg.
Pendant des siècles, le terrain marécageux sur lequel est construit l'édifice était impropre à l'exploitation,. Toutefois, les travaux de correction des eaux du Jura au cours du XIXe siècle ont permis d'assécher le marais et de débuter l'utilisation de ces terres avec l'entreprise Landwirtschaftlichen Gesellschaft Witzwil - également appelée Einfache Gesellschaft Grosses Moos - fondée en 1870 par Jakob Stämpfli.
La prison de Witzwil est située non loin d'un autre établissement pénitentiaire bernois, l'établissement pénitentiaire de Saint-Jean à Le Landeron.

### Installations et infrastructures
Une rénovation complète des installations a eu lieu entre 1980 et 1985.
L'établissement est divisé en 3 secteurs : une section d'entrée destinées à l'accueil des nouveaux détenus durant les premiers jours, une section ouverte et une section de transition. La partie carcérale ouverte de l'établissement est composée de 7 pavillons de détention. Chaque pavillon dispose de 20 cellules individuelles. La partie carcérale de transition permet aux détenus un passage en douceur entre le milieu fermé qu'ils ont pu connaitre dans leur établissement précédent et le milieu ouvert de Witzwil. Cette section peut accueillir 18 détenus et leur propose un travail artisanale (en moins grand nombre que l'offre de la section ouverte).
Devant le vieillissement des installations pénitentiaires de Witzwil, les autorités bernoises engagent un processus de rénovation de l'établissement à partir de l'année 2016,. Des sociétés lucernoise et zurichoise remportent un appel d'offres pour des travaux de mises aux normes des installations existantes,. Devant l'urgence des rénovations en 2018, les autorités décident de réduire l'étendue du projet. Les crédits sont votés par le parlement bernois en septembre 2018.
En 2020, l'établissement de Witzwil emploie 140 personnes et 10 conseillers.
Contrairement à de nombreux autres établissements pénitentiaires suisses, Witzwil bénéficie d'une bonne implantation locale auprès de la population,.

### Capacité d'accueil et fréquentation
À son ouverture en 1894, environ 20 sont incarcérées à Witzwil. Ce nombre grimpe toutefois rapidement à 100 personnes les mois suivants. À la fin des années 1940, l'établissement accueille jusqu'à 600 détenus et environ 440 en 1966.
L'établissement accueillait en moyenne 175 détenus au début des années 2010, avec des pointes à 185 - 190 détenus.
De 2014 à 2016, la capacité de l'établissement de Witzwil est de 184 places de détention,. Celle-ci diminue légèrement en 2020, pour s'établir à 166 places (occupées à 100%),.

### Coût de la détention
Le coût de la détention pour un détenu est d'environ 320 francs suisses par jour (318 en 2013 et 325 en 2020),. Ce chiffre est inférieur à celui dans les établissements fermé (ex : établissements de la plaine de l'Orbe ou de Thorberg)

### Concept socio-éducatif
Le concept appliqué à l'établissement de Witzwil vise à favoriser la réinsertion des anciens détenus au sein de la société et ainsi à diminuer le taux de récidive. L'objectif est de socialiser les individus par le travail. Les alémaniques parlent ainsi d'arbeitsagogik, une contraction des termes pour travail et pédagogie. L'idée est ainsi d'utiliser l'emploi et ses différentes contraintes, horaires réguliers, responsabilité pour apporter aux détenus un cadre et règles compréhensibles et efficaces.
Les détenus se voient également offrir des formations certifiantes ainsi que des places d'apprentissage pour aider leurs recherches d'emploi à la sortie.
Au début des années 2010, l'administration pénitentiaire française s'est montrée intéressée par le concept ainsi que son application au domaine agricole. Une mission d'observation a été menée à Witzwil dans ce cadre.

### Conditions de détention
L'établissement étant de nature ouverte et appliquant un concept socio-éducatif poussé, les conditions de vie pour les détenus sont considérées comme bonnes. Ainsi, les personnes incarcérées qui ont également connu des établissements fermés insistent sur l'impression de liberté offerte par le cadre de Witzwil. Le maintien des contacts familiaux est plus simple et la formation professionnelle et le travail sont aisés, offrant alors de meilleures chances de stabilité pour les détenus une fois l'incarcération terminée.
En juin 2018, des détenus de Witzwil écrivent à la direction de l'établissement pour se plaindre de la qualité de la nourriture jugée médiocre,. Selon eux, plusieurs détenus ne mangeraient plus suffisamment, certains auraient une alimentation déséquilibrée - préférant manger de grandes quantités de sucreries - tandis que d'autres seraient obligés de prendre des compléments alimentaires et des vitamines. Ils critiquent également le prix élevé des aliments disponibles à l'épicerie de la prison. De leur côté, les autorités indiquent qu'une attention particulière sera portée sur ces revendications les prochains mois. Elles citent par exemple la mise à disposition de fruits pour les prisonniers.

### Histoire
Désirant éloigner la prison cantonale des villes, les autorités bernoises décident d'acheter en 1891 un vaste terrain agricole à la suite de la faillite de la société exploitante,. Les premiers détenus, environ une vingtaine d'hommes, arrivent sur les lieux en 1894 et sont vite rejoints par 80 autres. À cette date, l'établissement n'est pas encore autonome. Il n'est en effet considéré que comme une annexe de l’établissement voisin de Saint-Jean. Un an plus tard, l'établissement est séparé administrativement de celui de Saint-Jean et Otto Kellerhals est nommé directeur de Witzwil.
Dans les années suivants la Seconde Guerre mondiale Witzwil atteint sa capacité d'accueil maximale. En effet, à cette période ce sont environ 600 détenus qui y purgent leurs peines.
Durant la seconde moitié du XXe siècle, des objecteurs de conscience sont parfois incarcérés à l'établissement pénitentiaire de Witzwil. Dans un article, un journaliste précédemment incarcéré décrit les conditions de son incarcération. Bien qu'il critique la censure généralisée qui s'applique sur le courrier, il loue le bon travail de ce service qui permet aux détenus de maintenir un contact avec l'extérieur.
D'importants travaux sont entrepris sur les bâtiments du site entre 1980 et 1985. À sa réouverture, l'établissement est le seul au monde à proposer un milieu ouvert conjoint avec un concept de réinsertion par le travail agricole.
Les années suivantes voient le développement de nouvelles infrastructures spécialisées répondant à des besoins spécifiques,. Ainsi, une section fermée est inaugurée en 1995, une pour la détention administrative (déboutés du droit d'asile) en 1998 et une section d’observation et d'orientation (notamment pour les nouveaux arrivants) en 2009. Parallèlement, des structures plus anciennes comme l'annexe Eschenhof sont également fermées et remplacées par des installations plus modernes.

## Exploitation agricole
Depuis le début de son histoire, l'établissement de Witzwil dispose d'une large exploitation agricole permettant d'employer les détenus aux travaux des champs. Ainsi, la description des activités agricoles durant les années 1910 montre déjà l'étendue du domaine et de l'offre de travail : cultures de céréales, pommes de terre, carottes et betteraves ainsi que l'élevage de bétail - vaches laitières, taureaux, chevaux et porcs. L'exploitation est également totalement indépendante de l'extérieur. Des ateliers de menuiserie, d'électricité, de ferblanterie, etc. permettent en effet d'équiper les détenus travaillant aux champs et de réparer le matériel.
Aujourd'hui, l'établissement est particulièrement reconnu pour son exploitation et le concept socio-éducatif qui s'y rapporte. À l'instar des établissements de Bellechasse (canton de Fribourg) ou du centre de détention de Casabianda (Corse), l'établissement dispose d'une vaste superficie de terres agricoles,,. En 2020, l’administration pénitentiaire bernoise annonçait ainsi que l'établissement exploitait 825 hectares (dont 110 en alpage), ce qui fait de l'établissement de Witzwil la plus grande exploitation agricole de Suisse. À cette date, l'inventaire des animaux fait état d'environ 500 bovins, 100 équidés, 1000 porcs et 30 ruches, démontrant ainsi la stabilité de l'activité depuis 2009,.
En 2019, la direction de l'établissement lance un projet pour mettre en place une culture rizicole.
Bien que l'exploitation génère une véritable activité économique, le chiffre d'affaires annuel était de 17 millions de francs suisses en 2009, la rentabilité n'est pas l'objectif poursuivi à Witzwil. C'est avant tout la qualité de la réinsertion qui est observée avec son corollaire, la diminution de la récidive.

## Évasions
De par son caractère ouvert, l'établissement connaît de nombreuses évasions, entre 25 et 50 par années, particulièrement chez les personnes toxicodépendantes (la direction de Witzwil ne pratique pas de sélection des détenus, hormis le critère de faible dangerosité),. Ces évasions sont généralement courtes et peu spectaculaires, certains détenus revenant parfois d'eux-mêmes.
Ces évasions fréquentes doivent être mises en regard du concept de l'établissement, un milieu ouvert, qui implique des standards de sécurité de faibles niveaux. Certains dépeignent ainsi les établissements ouverts comme des « prisons sans barreaux ». Dans une interview, le directeur de l'établissement indiquait que la sécurité passait avant tout par l'existence d'un contrat moral et social entre chaque détenu et l'établissement. L'objectif du concept socio-pédagogique est en effet d'inciter les détenus à préférer les conditions de vie socialisées offertes par le pénitencier plutôt que l'absence de structures à l'extérieur.
En mars 2012, un homme de 27 ans parvient à s'échapper de la prison durant la nuit. Après avoir fracturé la fenêtre de sa cellule, l'homme peut escalader la clôture de sécurité et fuir sans être inquiété, le système de sécurité ne s'étant pas déclenché.
Deux détenus profitent du régime de sécurité semi ouvert pour s'évader de l'établissement au début du mois de février 2014.

## Prisonniers notables
- Friedrich Glauser, écrivain suisse[35],[36]. Il fait une tentative de suicide dans sa cellule en 1925.
- Jacques Fasel, criminel suisse appartenant à la bande à Fasel.